# 村山一弥
村山 一弥（むらやま かずや、1963年〈昭和38年〉2月25日 - ）は、日本の建設・国土交通技官。

## 来歴
東京都出身。東京都立三田高等学校、東京大学工学部を経て、1988年（昭和63年）、東京大学大学院工学研究科を修了。同年4月、建設省へ入省。道路畑が長く、道路局地方道・環境課沿道環境専門官、関東地方整備局高崎河川国道事務所長、道路局有料道路課企画専門官、同有料道路調整官、同国道・防災課国道事業調整官、同国道・防災課道路保全企画室長、関東地方整備局道路部長、道路局国道・防災課長、同国道・技術課長、同企画課長などを歴任した他、福岡県へ出向し、県土整備部長を3年間務めた。
2019年（令和元年）7月9日、九州地方整備局長に就任。在任中、九州北部で発生した大雨による佐賀県の内水氾濫や令和2年7月豪雨による球磨川の氾濫などの対応にあたった。
2021年（令和3年）7月1日、国土交通省道路局長に就任。道路局長就任後、報道各社の取材の中で、予防保全への転換やデジタルトランスフォーメーションで持続可能な道路ネットワークを構築することや全国に約4万橋存在する自治体管理で修繕が必要な橋梁の予防保全への転換へ向けた、2022年度予算の増額確保への意欲を示し、自治体や財政当局と協力する方針を示した。

## 年譜
- 1988年（昭和63年）
  - 東京大学大学院工学研究科を修了[1][2]
  - 04月 - 建設省入省[1]
- 1997年（平成9年03月 - 道路局企画課課長補佐[1]
- 2001年（平成13年）04月 - 道路局国道課課長補佐[1]
- 2002年（平成14年）- 道路局地方道・環境課沿道環境専門官[1]
- 2004年（平成16年）04月 - 関東地方整備局高崎河川国道事務所長[1]
- 2006年（平成18年）07月 - 道路局有料道路課企画専門官[1]
- 2007年（平成19年）07月 - 道路局有料道路調整官[1]
- 2008年（平成20年）07月 - 道路局国道・防災課国道事業調整官[1]
- 2009年（平成21年）07月 - 道路局国道・防災課道路保全企画室長[1]
- 2012年（平成24年）04月 - 福岡県県土整備部長[1]
- 2015年（平成27年）07月 - 関東地方整備局道路部長[1]
- 2017年（平成29年）07月07日 - 道路局国道・防災課長[1][6]
- 2018年（平成30年）
  - 04月01日 - 道路局国道・技術課長[1][7]
  - 07月31日 - 道路局企画課長[1][8]
- 2019年（令和元年）07月09日 - 九州地方整備局長[1][3][9]
- 2021年（令和3年）07月01日 - 道路局長[2][10]
- 2022年（令和4年）06月28日 - 内閣官房国土強靭化推進室次長[11]
- 2023年07月04日：大臣官房付・即日辞職[12]